# Peter Haining
Pour les articles homonymes, voir Haining (homonymie).
Peter Alexander Haining, né à Enfield dans le Middlesex le 2 avril 1940 décédé le 19 novembre 2007 est un journaliste, écrivain et compilateur britannique qui a vécu et travaillé dans le Suffolk. Il a commencé sa carrière comme journaliste dans l'Essex, puis s'installe à Londres où il a travaillé sur une revue spécialisée, avant de rejoindre la maison d'édition de New English Library (en). 

## Biographie
Peter Haining a occupé le poste de directeur de la rédaction avant de devenir écrivain à temps plein dans les années 1970. Il a édité un grand nombre d'anthologies, principalement de nouvelles d'horreur et fantastique. Il a écrit des livres non romanesques sur différents sujets allant de tunnel sous la Manche à Sweeney Todd et il a également écrit sous les pseudonymes de Ric Alexander et de Richard Peyton sur un certain nombre de recueils de polar. Dans les années 1960, il a écrit trois romans, y compris The Hero (1973), qui a eu sa version cinéma. 
Peter Haining a créé une controverse en affirmant que Sweeney Todd est un personnage réel qui a commis ses crimes en 1800, a été jugé en décembre 1801, et fut pendu en janvier 1802. Toutefois, d'autres chercheurs qui ont tenté de vérifier ses dires ne trouvèrent rien pour étayer les allégations de Haining.  
Peter Haining a écrit plusieurs ouvrages de référence sur Doctor Who, y compris les 20th anniversary special Doctor Who: A Celebration Two Decades Through Time and Space (1983), et a également écrit l'étude définitive sur Sherlock Holmes à l'écran, Le Television Sherlock Holmes (1991). Son dernier projet était une série sur la Seconde Guerre mondiale avec des histoires basées sur des recherches approfondies et des entretiens personnels : The Jail That Went To Sea (2003), The Mystery of Rommel's Gold (2004), Where The Landed Eagle (2004), The Chianti raiders (2005) et Banzai hunters (2007). 
En 2001, Peter Haining a remporté le prix spécial du prix British Fantasy.